# Fahleit
Fahleit ist ein sehr selten vorkommendes Mineral aus der Mineralklasse der „Phosphate, Arsenate und Vanadate“. Es kristallisiert im orthorhombischen Kristallsystem mit der chemischen Formel CaFe3+2Zn5[AsO4]6·14H2O, ist also chemisch gesehen ein kristallwasserhaltiges Zink-Calcium-Eisen-Arsenat.
Fahleit bildet unelastisch biegsame, faserige Kristalle von etwa 1,5 cm Länge, wobei die einzelnen Kriställchen allerdings nur Durchmesser von wenigen Mikrometern aufweisen. Sie sind häufig verbogen und verdreht und bilden filzartige Verwachsungen. Daneben existieren winzige kugelige Aggregate. Das Mineral wurde – zusammen mit Lavendulan, Cuproadamin, Konichalcit, Tsumcorit, Quarz, Calcit und Gips – auf Tennantit-Chalkosin-Erz in der Tsumeb Mine, Namibia, gefunden. Fahleit ist das jüngste Mineral der Paragenese.

## Etymologie und Geschichte
Als Entdecker des Fahleits gilt der deutsche Mineralienhändler Rolf Fahle (* 1943), dem das Mineral unter anderen Stufen aus Tsumeb aufgefallen war. Entsprechende Untersuchungen führten zur Feststellung des Vorliegens eines neuen Minerals, welches 1982 von der International Mineralogical Association (IMA) anerkannt und 1988 von einem deutschen Forscherteam mit Olaf Medenbach, Kurt Abraham und Karl Schmetzer im Wissenschaftsmagazin „Neues Jahrbuch für Mineralogie, Monatshefte“ als Fahleit beschrieben wurde. Benannt wurde das Mineral nach dem Finder Rolf Fahle, einem auf die Minerale von Tsumeb spezialisierten Mineralienhändler aus München.
Das Typmaterial des Minerals (Holotyp) wird am Institut für Mineralogie, Geologie und Geophysik der Ruhr-Universität Bochum aufbewahrt.

## Klassifikation
Da der Fahleit erst 1982 als eigenständiges Mineral anerkannt wurde, ist er in der seit 1977 veralteten 8. Auflage der Mineralsystematik nach Strunz noch nicht verzeichnet. Einzig im Lapis-Mineralienverzeichnis nach Stefan Weiß, das sich aus Rücksicht auf private Sammler und institutionelle Sammlungen noch nach dieser alten Form der Systematik von Karl Hugo Strunz richtet, erhielt das Mineral die System- und Mineral-Nr. VII/C.11-60. In der „Lapis-Systematik“ entspricht dies der Klasse der „Phosphate, Arsenate und Vanadate“ und dort der Abteilung „Wasserhaltige Phosphate ohne fremde Anionen“, wo Fahleit zusammen mit Arsenohopeit, Barahonait-(Al), Barahonait-(Fe), Batagayit, Currierit, Davidlloydit, Hopeit, Nizamoffit, Parahopeit, Phosphophyllit, Radovanit und Smolyaninovit (Smolianinovit) eine eigenständige, aber unbenannte Gruppe bildet (Stand 2018).
Die seit 2001 gültige und von der IMA bis 2009 aktualisierte 9. Auflage der Strunz’schen Mineralsystematik ordnet den Fahleit ebenfalls in die Abteilung der „Phosphate usw. ohne zusätzliche Anionen; mit H2O“ ein. Diese ist allerdings weiter unterteilt nach der relativen Größe der beteiligten Kationen und dem Verhältnis Anionenkomplex RO4 zu H2O. Das Mineral ist damit entsprechend seiner Zusammensetzung in der Unterabteilung „Mit großen und mittelgroßen Kationen; RO4 : H2O < 1 : 1“ zu finden, wo es nur noch zusammen mit Smolyaninovit die „Fahleitgruppe“ mit der System-Nr. 8.CH.55 bildet.
Auch die vorwiegend im englischen Sprachraum gebräuchliche Systematik der Minerale nach Dana ordnet den Fahleit in die Klasse der „Phosphate, Arsenate und Vanadate“ und dort in die Abteilung der „Wasserhaltigen Phosphate etc.“ ein. Hier ist er zusammen mit Smolyaninovit, Barahonait-(Fe) und Barahonait-(Al) in der „Smolyaninovitgruppe“ mit der System-Nr. 40.05.08 innerhalb der Unterabteilung der „Wasserhaltigen Phosphate etc., mit verschiedenen Formeln“ zu finden.

## Chemismus
Mittelwerte aus fünf Mikrosondenanalysen an Fahleit ergaben 26,2 % ZnO; 4,0 % CaO; 10,2 % Fe2O3; 0,5 % MnO; 43,6 % As2O5 und 15,5 % H2O. Auf der Basis von 24 Sauerstoffatomen pro Formeleinheit ergab sich daraus die empirische Formel Zn5,02Ca1,11Mn0,11Fe1,99(AsO4)5,91·13,42H2O. Diese wurde zu Zn5CaFe2(AsO4)6·14H2O idealisiert, welche Gehalte von 26,01 % ZnO; 3,58 % CaO; 10,21 % Fe2O3; 44,08 % As2O5 und 16,12 % H2O verlangt.
Fahleit ist das cobalt- und nickelfreie zinkdominante Analogon des cobaltdominierten Smolianinovits, Co3Fe3+2(AsO4)4·11H2O.

## Kristallstruktur
Fahleit kristallisiert orthorhombisch mit den Gitterparametern a = 6,60 Å; b = 11,6 Å und c = 22,0 Å sowie zwei Formeleinheiten pro Elementarzelle. Die Kristallklasse und die Raumgruppe des Fahleits konnten aufgrund des Fehlens von geeignetem Material noch nicht bestimmt werden.
Die Struktur des Fahleits konnte aufgrund fehlender Einzelkristalle bis heute nicht beschrieben werden.

## Eigenschaften

### Morphologie
Fahleit findet sich in Form von Bündeln und Büscheln aus faserigen Kristallen von 1,5 cm Länge und nur wenigen Mikrometern Durchmesser, die filzartig miteinander verwachsen sind. Einzelne Fasern sind häufig verbogen und verdreht. Daneben existieren winzige kugelige Aggregate. Zumindest ein Teil der unbestimmten Phase GS1 aus der Tsumeb Mine hat sich als Fahleit erwiesen.

### Physikalische und chemische Eigenschaften
Fahleitkristalle sind strohgelb, grau, graugrün oder hellgrün gefärbt. Ihre Strichfarbe wird nicht angegeben, jedoch sollte die Pulverfarbe des Fahleits je nach Färbung der Kristalle ein Grauweiß mit hellgelblichen oder -grünlichen Tönen sein. Die Oberflächen der je nach Färbung durchsichtigen bis durchscheinenden Kristalle zeigen seiden- bis perlmuttartigen Glanz. Im durchscheinenden Licht sowie im Dünnschliff ist Fahleit farblos und durchsichtig. Fahleit besitzt eine mittelhohe Licht- und eine hohe Doppelbrechung (δ = 0,028). Unter parallelen wie auch gekreuzten Polaren ähnelt das Mineral Büscheln aus Amiant oder Flachs.
Die faserartigen Kristalle des Fahleits zeigen eine sehr vollkommene Spaltbarkeit senkrecht zur Längsrichtung der Fasern, sie sind charakteristischerweise schneidbar und unelastisch (milde) biegsam. Das Mineral ist sehr weich und weist eine Mohshärte von 2 auf, und gehört damit zu den weichen Mineralen, die sich ähnlich wie das Referenzmineral Gips mit dem Fingernagel leicht ritzen lassen. Gemessene Werte für die Dichte des Fahleits existieren nicht, die berechnete Dichte für das Mineral wird mit 3,08 g/cm³ angegeben
Fahleit ist in kalten Säuren gut löslich.

## Bildung und Fundorte
Fahleit entsteht als typische Sekundärbildung im stark korrodierten Chalkosin-Tennantit-Erz einer in Carbonatgesteinen sitzenden komplexen Cu-Pb-Zn-Lagerstätte. Zink, Eisen und Arsen stammen dabei aus der Zersetzung primärer sulfidischer Erzminerale wie Sphalerit und Tennantit, das Calcium aus dem carbonatischen Nebengestein. Begleitminerale sind unter anderem blaue kugelige Lavendulanaggregate, hellgrüner Cuproadamin, gelbgrüner Konichalcit, Tsumcorit, Quarz, Calcit und der in der Vergesellschaftung sehr charakteristische Gips. Fahleit ist das jüngste Mineral der Paragenese.
Als sehr seltene Mineralbildung konnte Fahleit bisher (Stand 2016) nur von einem Fundpunkt beschrieben werden. Seine Typlokalität ist die zweite Oxidationszone der weltberühmten Cu-Pb-Zn-Ag-Ge-Cd-Lagerstätte der „Tsumeb Mine“ (Tsumcorp Mine) in Tsumeb, Region Oshikoto, Namibia. Der genaue Fundpunkt innerhalb der Tsumeb Mine ist allerdings unbekannt geblieben.

## Verwendung
Fahleit ist aufgrund seiner Seltenheit nur für Mineralsammler interessant.